# Andreas Essenius

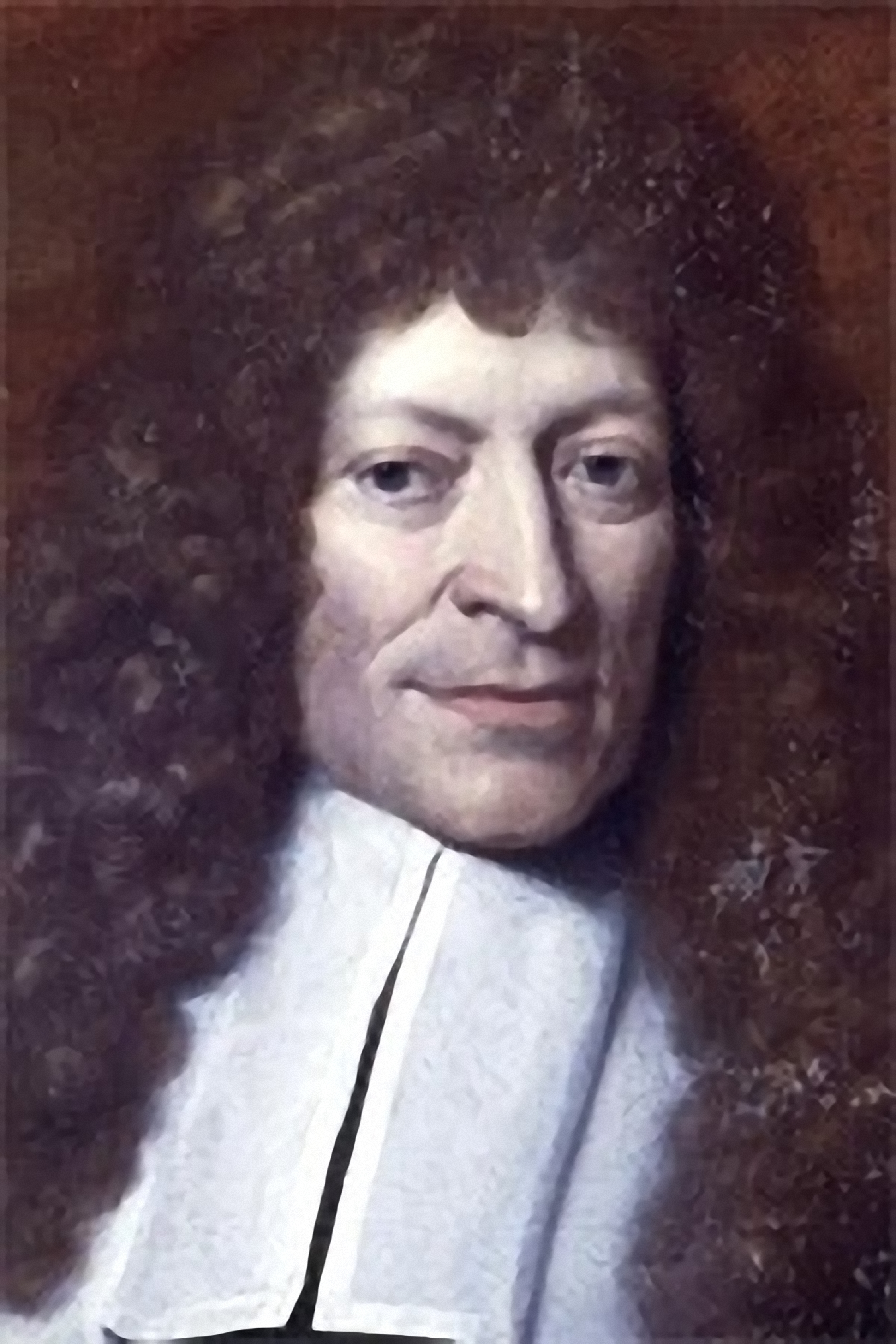
Andreas Essenius

Andreas Essenius (auch: Andreas van Essen; * Februar 1618 in Zaltbommel; † 18. Mai 1677 in Utrecht) war ein niederländischer reformierter Theologe.

## Leben
Der Sohn von Herman van Essen und dessen Frau Christina van den Broek hatte anfänglich die Lateinschule seiner Geburtsstadt besucht. Seine Ausbildung setzte er am Gymnasium in Utrecht fort, und als dieses zur Universität erhoben wurde, absolvierte er dort Studien in Philosophie und Theologie. Nachdem er 1639 als theologischer Kandidat des Ministeriums angenommen wurde, erwarb er am 7. Juni 1640 den akademischen Grad eines Magisters der Philosophie. Er ging am 13. Dezember 1640 als Prediger nach Neerlangbroek und promovierte am 19. Februar 1645 zum Doktor der Theologie.
1651 wurde er Pfarrer in Utrecht und am 8. Februar 1653 Professor der Theologie an der Universität Utrecht, welches Amt er mit der Rede De tractatione Verbi Divini antrat. Als theologischer Mitstreiter von Gisbert Voetius war er ein Verfechter der Näheren Reformation. Dabei ging er polemisch gegen seine niederländischen Kollegen Johannes Coccejus, Abraham Heydanus (1597–1678) und Frans Burman (1628–1679) vor. Zudem beteiligte er sich an den organisatorischen Aufgaben der Utrechter Hochschule und war 1656/58 sowie 1674/75 Rektor der Alma Mater.

## Werke
- Triumphus crucis, sive fides catholica de satisfactione Jesu Christi, asserta et vindicata ab exeptionibus atque objectionibus Socinianis nominatim vero ab illis quas Jo. Crellius Francus in responsione sua ad librum celeberrimi viri Huqonis Grotii in eodem argumento protulit. Amsterdam 1649, Utrecht 1665, Rotterdam 1651.
- Oratio funebris in obitum Gualteri de Bruyn. Utrecht 1653.
- De perpetua moralitate Decalogi adeoque speciatim etiam de Sabbato. Utrecht 1658, 1660.
- Defensio consilii Theologici Ultrajectini de Canonicatibus, Vicariatibus etc. Utrecht 1658.
- Systema Theologicae Dogmeticae. Utrecht 1659.
- Synopsis controversiarum theologicarum et Index locorum totius Sacrae Scripturae. Amsterdam 1661,l Utrecht 1662, 1676, 1677.
- Disquisitio de moralitate Sabbathi hebdomadalis. Utrecht 1665.
- Dissertationes de Decalogo et die Sabbathi adversus Abrahum Heidanum. Utrecht 1666.
- Vindiciae quarti praecepti in Decalogo. Utrecht 1666.
- Compendium Theologiae dogmaticae. Utrecht 1669, 1682, 1685.
- Oratio funebris in obitum Gisberti Voetii. Utrecht 1677.